# Red 2
Pour les articles homonymes, voir Red.
Série
Red
(2010)
Pour plus de détails, voir Fiche technique et Distribution.
Red 2 est une comédie d'action américaine de 2013 et la suite du film Red de 2010. Il est basé sur la série limitée de bandes dessinées homonyme, créée par Warren Ellis et Cully Hamner, et publiée par DC Comics Homage. Le film met en vedette Bruce Willis, John Malkovich, Mary-Louise Parker, Catherine Zeta-Jones, Lee Byung-hun, Anthony Hopkins et Helen Mirren, réalisé par Dean Parisot sur un scénario de Jon et Erich Hoeber. Red 2 est sorti le 19 juillet 2013.
Il fait suite à Red sorti en 2010.
RED est l'acronyme de « Retired Extremely Dangerous », littéralement traduit par « Retraités Extrêmement Dangereux ».

## Synopsis

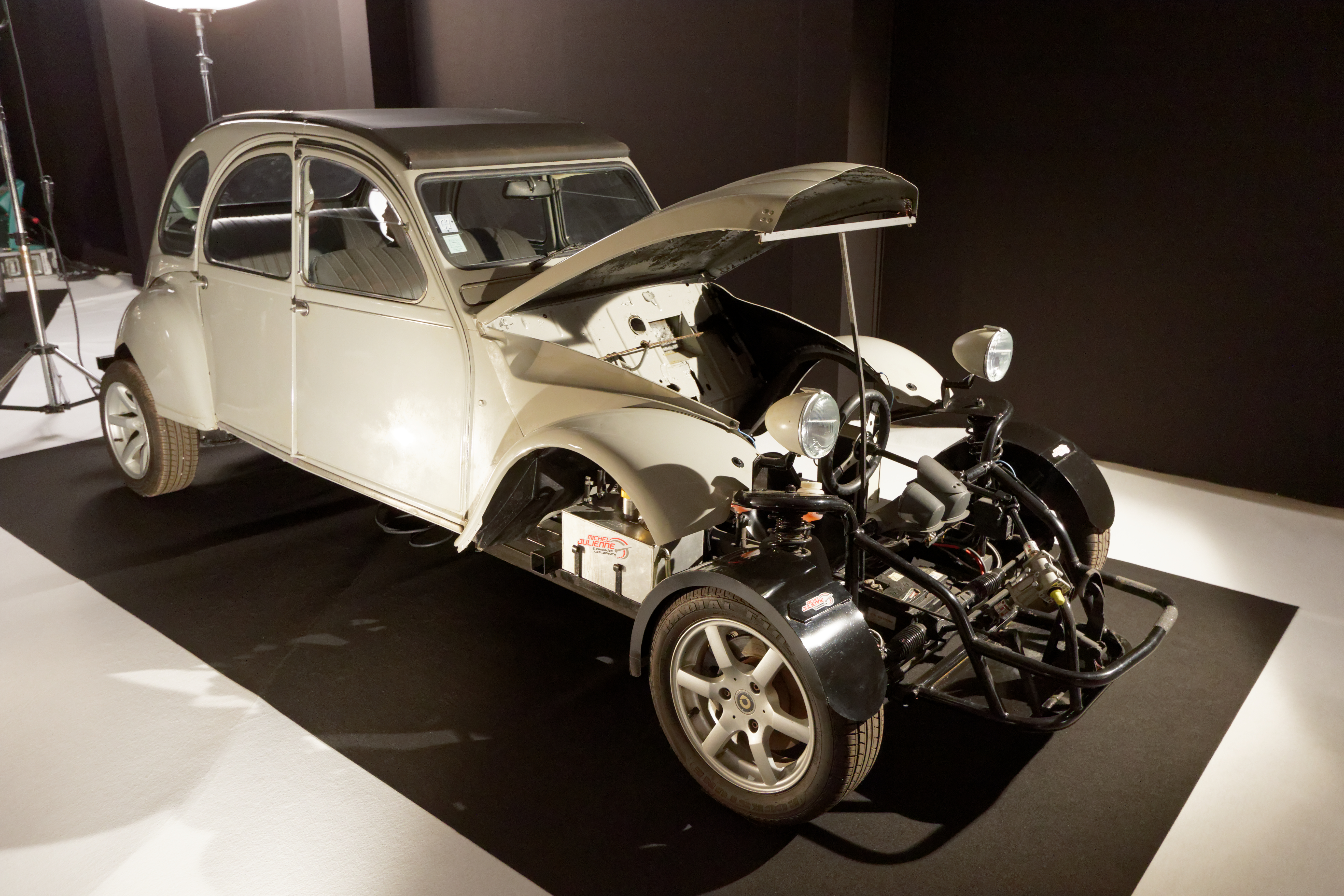
Une Citroën 2CV Go-Mobile de 2013, exposée lors de l'édition 2016 du Mondial de l'automobile de Paris.

Un document apparait sur WikiLeaks à propos d'un projet clandestin : Nightshade. Ce projet, datant de 1979, consistait à amener pièce par pièce une bombe d'une mégatonne en Russie, via des valises diplomatiques. Le document mentionne deux anciens agents de la CIA, Franck Moses et Marvin Boggs maintenant retraités.
Marvin Boggs reprend contact avec Franck Moses pour l'avertir, mais sa voiture explose avant qu'il ne puisse donner tous les détails. Franck Moses se rend à son enterrement, et se fait arrêter à la sortie par des agents du FBI pour être interrogé.
Jack Horton, employé par le gouvernement des États-Unis, intervient avec une équipe de mercenaires dans le centre de détention pour éliminer Franck, mais l'opération échoue : Marvin aide Franck à s'échapper. Devant les dangers soulevés par la divulgation du document, Marvin avait, en effet, simulé sa mort.
À la suite de l'échec de la mission, Jack Horton engage Han Cho Bai, un des meilleurs tueurs à gage au monde, pour éliminer Franck.
Marvin et Franck enquêtent sur l'origine du document. Ils découvrent que c'est « la Grenouille » qui l'a divulgué, résidant à Paris en France. La Grenouille est un spécialiste des renseignements, qu'il acquiert pour les revendre. Ils se rendent en France, trouvent la Grenouille et arrivent à lui extorquer les renseignements qu'ils cherchent : la personne connaissant de plus amples détails sur le projet Nightshade est enfermée à Londres, en Angleterre.
À Londres, ils montent une opération pour libérer cette personne avec l'aide de Victoria Winslow. Victoria est une ancienne amie employée par le MI6, le service de renseignements extérieurs du Royaume-Uni. L'aide prêtée par Victoria est officieuse, puisque son service lui demande au contraire d'abattre Marvin et Franck. L'opération réussit, et ils libèrent le docteur Edward Bailey, chargé de développer des armes de destruction massive durant la guerre froide. Edward est le seul à connaitre l'emplacement de la bombe en Russie. Ils décident alors de s'y rendre.
Arrivés en Russie, Edward leur révèle que la bombe est placée dans le Kremlin de Moscou. Ils y pénètrent alors en déjouant les systèmes de sécurité, récupèrent la bombe et s'enfuient. Une fois en sécurité, alors qu'ils s'apprêtent à fêter leur réussite, Jack Horton surgit. C'est Edward qui les a trahis, il dévoile alors ses intentions réelles : c'est lui qui a organisé la fuite du document sur WikiLeaks, qui déclenchait indirectement son extraction de la prison, puis il a vendu son savoir sur les armes de destruction massive à Jack. Edward et Jack partent avec la bombe, et l'équipe de Franck se fait arrêter par les Russes.
Edward trahit ensuite Jack, son intention est alors de se venger du MI6 qui l'a maintenu prisonnier, en faisant exploser la bombe à Londres. Franck et son équipe arrivent à échapper aux Russes, et retournent à Londres. Ils retrouvent Edward, et évitent l'explosion de la bombe à Londres. Edward est finalement tué en vol dans l'avion de Han, par sa propre bombe. Sa dernière phrase étant : Celle-là, je ne l'ai pas vue venir, juste avant que l'avion n'explose !

## Fiche technique
Sauf indication contraire, les informations mentionnées dans cette section peuvent être confirmées par les bases de données cinématographiques IMDb et Allociné,  présentes dans la section « Liens externes ».
- Titre original et français : Red 2
- Titre québécois : R.E.D. 2
- Titre russe : РЭД 2
- Réalisation : Dean Parisot
- Scénario : Erich Hoeber et Jon Hoeber, d'après la mini-série de comics Red écrite par Warren Ellis et dessinée par Cully Hamner, et éditée par Wildstorm dès 2003
- Musique : Alan Silvestri
- Direction artistique : Andrew Ackland-Snow, Philip Elton, Matthew Gray, Phil Harvey, Dominic Masters et Emma Pucci
- Décors : Jim Clay
- Costumes : Beatrix Aruna Pasztor
- Photographie : Enrique Chediak
- Son : Gregg Landaker, Steve Maslow, Andrii Trifonov
- Montage : Don Zimmerman
- Production : Lorenzo di Bonaventura et Mark Vahradian
  - Production (France) : Raphaël Benoliel
  - Direction de production : Patrick Wachsberger
  - Production exécutive : Elena Zokas
  - Production déléguée : Jake Myers et David Ready
  - Production associée : Cliff Lanning
  - Coproduction : Alexander Dostal
- Sociétés de production[1] : Di Bonaventura Pictures, DC Entertainment, Saints LA, NeoReel et Etalon Film, présenté par Summit Entertainment
- Société de distribution : Lionsgate et Summit Entertainment (États-Unis) ; SND (France) ; Entertainment One (Canada) ;  Ascot Elite Entertainment Group (Suisse romande)
- Budget : 84 millions de $[2]
- Pays de production :  États-Unis,  France,  Canada,  Russie
- Langues originales : anglais, français, russe, persan, coréen
- Format[3] : couleur (DeLuxe) - 35 mm / D-Cinema - 2,39:1 (Cinémascope) - son Datasat | Dolby Digital | DTS 5.1 | Dolby Surround 7.1 | Dolby Atmos
- Genre : action, comédie, policier, thriller, espionnage
- Durée : 116 minutes
- Dates de sortie[4] :
  - États-Unis, Québec : 19 juillet 2013[5]
  - Russie : 1er août 2013
  - France, Belgique, Suisse romande : 28 août 2013[6],[7]
- Classification[8] :
  - États-Unis : accord parental recommandé, film déconseillé aux moins de 13 ans (PG-13 - Parents Strongly Cautioned)[Note 1]
  - Canada (Ontario / Colombie-Britannique) : certaines scènes peuvent heurter les enfants - accord parental souhaitable (PG - Parental Guidance)
  - Québec : tous publics - déconseillé aux jeunes enfants (G - General Rating)[5]
  - Russie : ne convient pas aux enfants de moins de 12 ans (для детей старше 12 лет)
  - France : tous publics[9]
  - Belgique : tous publics (Alle Leeftijden)[6]
  - Suisse romande : interdit aux moins de 14 ans[10]

## Distribution
- Bruce Willis (VF : Patrick Poivey ; VQ : Jean-Luc Montminy) : Frank Moses
- John Malkovich (VF : Dominique Collignon-Maurin ; VQ : François Godin) : Marvin Boggs
- Mary-Louise Parker (VF : Vanina Pradier ; VQ : Hélène Mondoux) : Sarah Ross
- Helen Mirren (VF : Évelyne Séléna ; VQ : Claudine Chatel) : Victoria Winslow
- Anthony Hopkins (VF : Jean-Pierre Moulin ; VQ : Vincent Davy) : Edward Bailey
- Catherine Zeta-Jones (VF : Marjorie Frantz ; VQ : Élise Bertrand) : Katya Petrokovich
- Lee Byung-hun (VF : Stéphane Fourreau ; VQ : Alexandre Fortin) : Han Cho Bai
- Brian Cox (VF : Igor De Savitch ; VQ : Denis Roy) : Ivan Simanov
- David Thewlis (VF : Lionel Tua ; VQ : Frédéric Desager) : « la Grenouille »
- Neal McDonough (VF : Bruno Dubernat ; VQ : Gilbert Lachance) : Jack Horton
- Garrick Hagon (VF : Jean-Luc Kayser ; VQ : Denis Gravereaux) : Davis
- Tim Pigott-Smith (VQ : Hubert Gagnon) : le directeur Philips
- Steven Berkoff (VF : Jean-Jacques Moreau) : Cobb
- Vlasta Vrana (VF : Michel Barbey) : le général McKennon
- Mitchell Mullen (VF : François Dunoyer) : Wade
- Titus Welliver (VF : Jean-François Aupied) : le directeur général du renseignement militaire (non crédité)

 Source et légende : version française (VF) sur RS Doublage et AlloDoublage ; version québécoise (VQ) sur Doublage.qc.ca

## Accueil

### Accueil critique
Le site Metacritic attribue au film une note de 47/100 en se basant sur 38 critiques de presse. Au Royaume-Uni, le quotidien The Guardian donne 2/5 à Red 2. Aux États-Unis, Stephanie Merry du Washington Post juge le film « maladroit » et décevant comparé au premier opus.
En France, le site Allociné, à partir de 14 critiques de presse, évalue le film avec une note de 2,7/5. Le magazine culturel Télérama relève un scénario qui « tient du prétexte » mais un film amusant. Pour Le Nouvel Observateur, Red 2 contient « un mélange de routine et de fun certes divertissant, mais beaucoup trop formaté pour en faire oublier la vacuité absolue ». Un avis que rejoint L'Express : « Sans surprise, cette comédie d'action est drôle mais… déjà vue. »

## Distinctions
Entre 2013 et 2014, le film Red 2 a été sélectionné 3 fois dans diverses catégories et n'a remporté aucune récompense.

### Nominations
- Bande-annonce d'or 2013 : Meilleure bande-annonce d’une comédie pour Summit Entertainment et Open Road Entertainment.
- 40e cérémonie des People's Choice Awards : Film thriller préféré.
- Prix Jupiter 2014 : Meilleur film international pour Dean Parisot.

## Autour du film
Dans le premier film, Mary Louise Parker était doublée en français par la comédienne Marjorie Frantz. Cette dernière étant l'une des voix régulières de Catherine Zeta-Jones, il est donc plus logique qu'elle lui prête sa voix dans cette suite. De ce fait, Parker change de voix, étant doublée par Vanina Pradier.
Anthony Hopkins et Catherine Zeta-Jones se retrouvent 15 ans après Le Masque de Zorro sorti en 1998.